# Marcin Gadomski
Marcin Gadomski (ur. 8 czerwca 1977) – polski piłkarz, grający na pozycji pomocnika. Znany głównie z występów w Odrze Wodzisław Śląski, Ruchu Radzionków oraz Koszarawie Żywiec.